# 200 meter för herrar i friidrott vid olympiska sommarspelen 2016
Herrarnas 200 meter vid olympiska sommarspelen 2016, i Rio de Janeiro i Brasilien avgjordes den 16-18 augusti på Estádio Olímpico João Havelange.

## Medaljörer

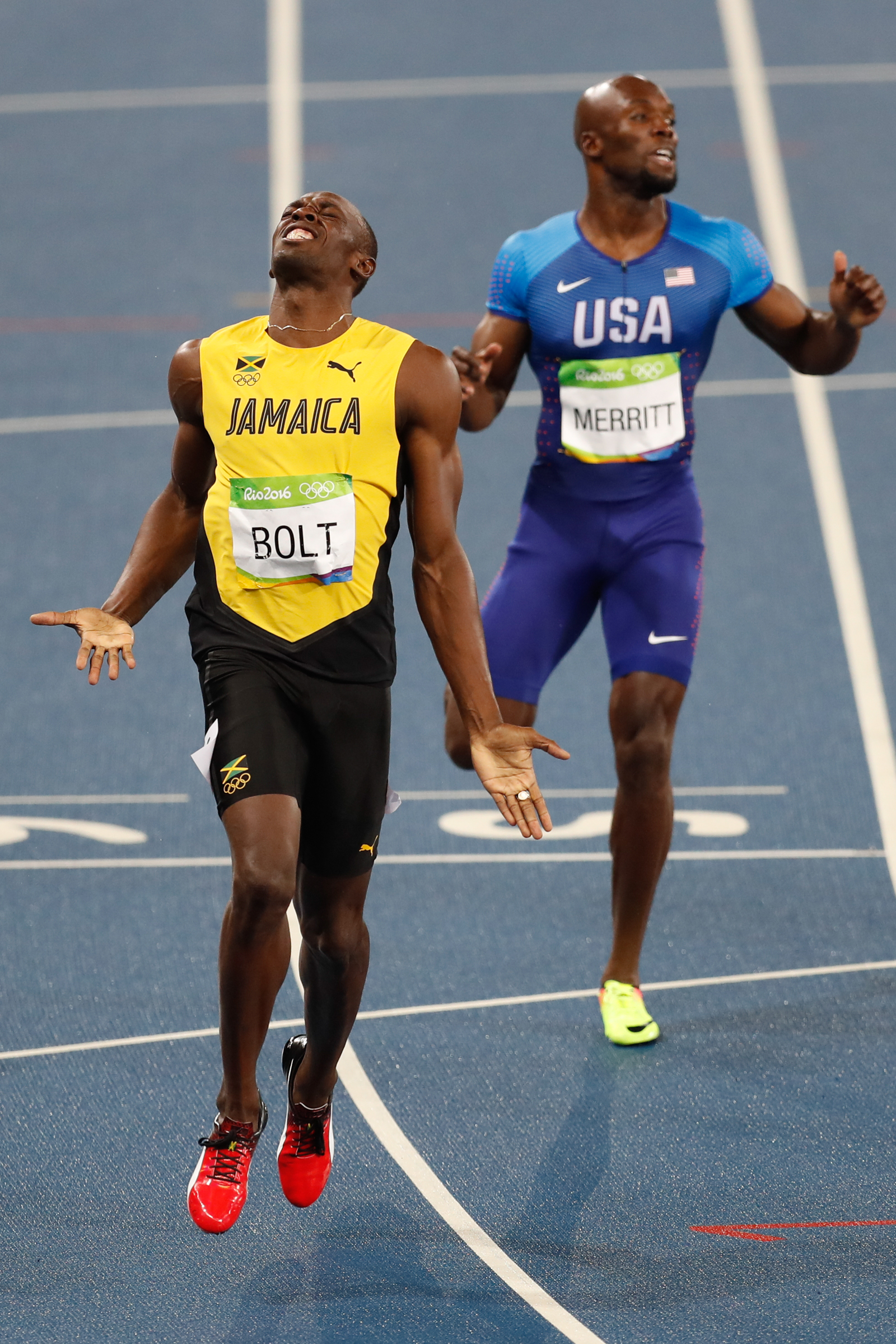
Usain Bolt och LaShawn Merritt korsar mållinjen.

| Spel      | Guld               | Silver                 | Brons                         |
| 200 meter | Usain Bolt Jamaica | Andre De Grasse Kanada | Christophe Lemaitre Frankrike |

## Program
Tider anges i lokal tid, det vill säga BRT (UTC-3).
| Datum                         | Tid   | Omgång      |
| ----------------------------- | ----- | ----------- |
| Tisdagen den 16 augusti 2016  | 11:50 | Kval        |
| Onsdagen den 17 augusti 2016  | 22:00 | Semifinaler |
| Torsdagen den 18 augusti 2016 | 22:30 | Final       |

## Resultat

### Kvalomgång

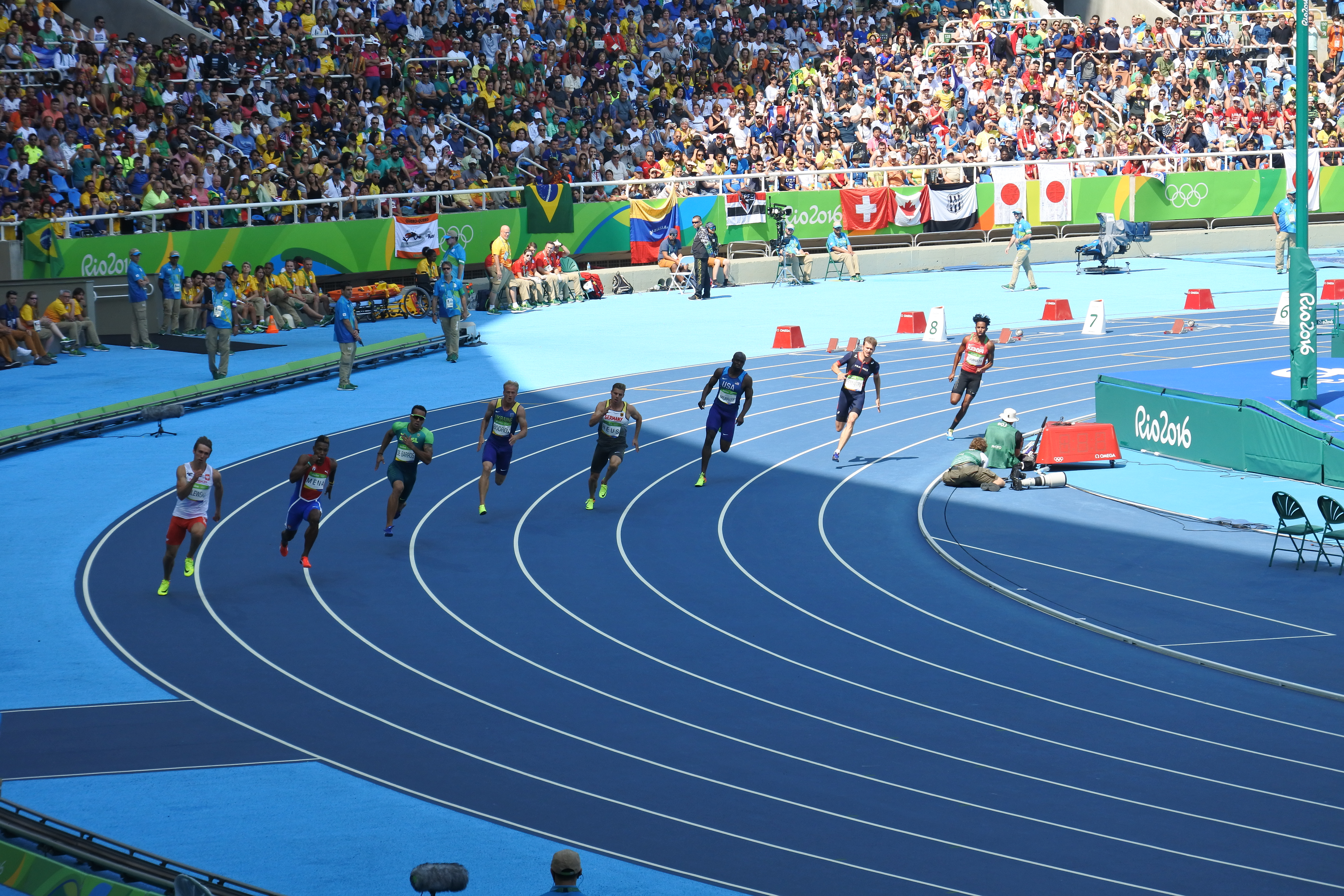
Heat 8.

Kvalregler: De två första i varje heat kvalificeras automatiskt och de fyra bästa tiderna därefter kvalificeras också för semifinalerna.
Heat 1
| Pl. | Bana | Idrottare                   | Nation         | RT                      | Tid   | Noteringar |
| --- | ---- | --------------------------- | -------------- | ----------------------- | ----- | ---------- |
| 1   | 6    | Alonso Edward               | Panama         | 0.137                   | 20.19 | Q          |
| 2   | 2    | Daniel Talbot               | Storbritannien | 0.143                   | 20.27 | Q, 0PB0    |
| 3   | 8    | Lykourgos-Stefanos Tsakonas | Grekland       | 0.161                   | 20.31 | q, 0SB0    |
| 4   | 7    | Femi Ogunode                | Qatar          | 0.167                   | 20.36 |            |
| 5   | 3    | Jeremy Dodson               | Samoa          | 0.144                   | 20.51 |            |
| 6   | 4    | Jak Ali Harvey              | Turkiet        | 0.139                   | 20.58 | 0SB0       |
| 7   | 5    | Mosito Lehata               | Lesotho        | 0.162                   | 20.65 | 0SB0       |
| –   | 1    | Demetrius Pinder            | Bahamas        | i.u.                    | DQ    | R 162.7    |
|     |      |                             |                | Vindhastighet: +0.7 m/s |       |            |

Heat 2
| Pl. | Bana | Idrottare        | Nation    | RT                      | Tid   | Noteringar |
| --- | ---- | ---------------- | --------- | ----------------------- | ----- | ---------- |
| 1   | 8    | Bruno Hortelano  | Spanien   | 0.161                   | 20.12 | Q, 0NR0    |
| 2   | 6    | Yohan Blake      | Jamaica   | 0.166                   | 20.13 | Q, 0SB0    |
| 3   | 4    | Ameer Webb       | USA       | 0.157                   | 20.31 | q          |
| 4   | 3    | Anaso Jobodwana  | Sydafrika | 0.175                   | 20.53 |            |
| 5   | 7    | Robin Erewa      | Tyskland  | 0.197                   | 20.61 |            |
| 6   | 2    | Emmanuel Dasor   | Ghana     | 0.164                   | 20.65 |            |
| 7   | 5    | Shavez Hart      | Bahamas   | 0.151                   | 20.74 | 0SB0       |
| 8   | 1    | Bernardo Baloyes | Colombia  | 0.200                   | 20.78 |            |
|     |      |                  |           | Vindhastighet: −0.2 m/s |       |            |

Heat 3
| Pl. | Bana | Idrottare          | Nation    | RT                      | Tid   | Noteringar |
| --- | ---- | ------------------ | --------- | ----------------------- | ----- | ---------- |
| 1   | 5    | Salem Eid Yaqoob   | Bahrain   | 0.167                   | 20.19 | Q, 0NR0    |
| 2   | 6    | Ramil Gulijev      | Turkiet   | 0.148                   | 20.23 | Q, 0SB0    |
| 3   | 2    | Aaron Brown        | Kanada    | 0.127                   | 20.23 | q          |
| 4   | 3    | Shōta Iizuka       | Japan     | 0.163                   | 20.49 |            |
| 5   | 8    | Emmanuel Matadi    | Liberia   | 0.219                   | 20.49 | 0NR0       |
| 6   | 4    | Sibusiso Matsenjwa | Swaziland | 0.196                   | 20.63 | 0NR0       |
| 7   | 7    | Levi Cadogan       | Barbados  | 0.186                   | 21.02 |            |
| 8   | 1    | Tega Odele         | Nigeria   | 0.130                   | 21.25 |            |
|     |      |                    |           | Vindhastighet: +0.3 m/s |       |            |

Heat 4
| Pl. | Bana | Idrottare           | Nation              | RT                     | Tid   | Noteringar |
| --- | ---- | ------------------- | ------------------- | ---------------------- | ----- | ---------- |
| 1   | 3    | José Carlos Herrera | Mexiko              | 0.143                  | 20.29 | Q          |
| 2   | 8    | Roberto Skyers      | Kuba                | 0.149                  | 20.44 | Q          |
| 3   | 6    | Jorge Vides         | Brasilien           | 0.176                  | 20.50 |            |
| 4   | 4    | Tlotliso Leotlela   | Sydafrika           | 0.161                  | 20.59 |            |
| 5   | 1    | Eseosa Desalu       | Italien             | 0.130                  | 20.65 |            |
| 6   | 7    | Teray Smith         | Bahamas             | 0.175                  | 20.66 |            |
| 7   | 2    | Didier Kiki         | Benin               | 0.152                  | 22.27 |            |
| –   | 5    | Miguel Francis      | Antigua och Barbuda | i.u.                   | DNS   |            |
|     |      |                     |                     | Vindhastighet: 0.0 m/s |       |            |

Heat 5
| Pl. | Bana | Idrottare            | Nation                  | RT                      | Tid   | Noteringar |
| --- | ---- | -------------------- | ----------------------- | ----------------------- | ----- | ---------- |
| 1   | 4    | Justin Gatlin        | USA                     | 0.154                   | 20.42 | Q          |
| 2   | 6    | Matteo Galvan        | Italien                 | 0.171                   | 20.58 | Q          |
| 3   | 5    | Ramon Gittens        | Barbados                | 0.144                   | 20.58 |            |
| 4   | 2    | Serhiy Smelyk        | Ukraina                 | 0.182                   | 20.66 |            |
| 5   | 7    | Aleixo-Platini Menga | Tyskland                | 0.136                   | 20.80 |            |
| 6   | 8    | Kenji Fujimitsu      | Japan                   | 0.159                   | 20.86 |            |
| 7   | 3    | Yancarlos Martínez   | Dominikanska republiken | 0.132                   | 20.97 |            |
|     |      |                      |                         | Vindhastighet: –1.5 m/s |       |            |

Heat 6
| Pl. | Bana | Idrottare        | Nation           | RT                      | Tid   | Noteringar |
| --- | ---- | ---------------- | ---------------- | ----------------------- | ----- | ---------- |
| 1   | 5    | Nickel Ashmeade  | Jamaica          | 0.124                   | 20.15 | Q          |
| 2   | 2    | Adam Gemili      | Storbritannien   | 0.153                   | 20.20 | Q          |
| 3   | 8    | Clarence Munyai  | Sydafrika        | 0.148                   | 20.66 |            |
| 4   | 4    | Burkheart Ellis  | Barbados         | 0.186                   | 20.74 |            |
| 5   | 1    | Alex Hartmann    | Australien       | 0.169                   | 21.02 |            |
| 6   | 7    | Tatenda Tsumba   | Zimbabwe         | 0.159                   | 21.04 |            |
| 7   | 6    | Rolando Palacios | Honduras         | 0.187                   | 21.32 |            |
| 8   | 3    | Theo Piniau      | Papua Nya Guinea | 0.175                   | 22.14 |            |
|     |      |                  |                  | Vindhastighet: +0.4 m/s |       |            |

Heat 7
| Pl. | Bana | Idrottare             | Nation        | RT                      | Tid   | Noteringar |
| --- | ---- | --------------------- | ------------- | ----------------------- | ----- | ---------- |
| 1   | 8    | Nery Brenes           | Costa Rica    | 0.178                   | 20.20 | Q, 0NR0    |
| 2   | 3    | Churandy Martina      | Nederländerna | 0.150                   | 20.29 | Q          |
| 3   | 4    | Brendon Rodney        | Kanada        | 0.169                   | 20.34 |            |
| 4   | 6    | Davide Manenti        | Italien       | 0.145                   | 20.51 |            |
| 5   | 7    | Adama Jammeh          | Gambia        | 0.182                   | 20.55 |            |
| 6   | 5    | Harold Houston        | Bermuda       | 0.117                   | 20.85 |            |
| 7   | 1    | Fabrice Dabla         | Togo          | 0.156                   | 21.63 |            |
| –   | 2    | Mike Mokamba Nyang'au | Kenya         | i.u.                    | DNS   |            |
|     |      |                       |               | Vindhastighet: +0.2 m/s |       |            |

Heat 8
| Pl. | Bana | Idrottare           | Nation    | RT                      | Tid   | Noteringar |
| --- | ---- | ------------------- | --------- | ----------------------- | ----- | ---------- |
| 1   | 3    | LaShawn Merritt     | USA       | 0.162                   | 20.15 | Q          |
| 2   | 2    | Christophe Lemaitre | Frankrike | 0.171                   | 20.28 | Q          |
| 3   | 4    | Julian Reus         | Tyskland  | 0.138                   | 20.39 | 0SB0       |
| 4   | 7    | Reynier Mena        | Kuba      | 0.123                   | 20.42 |            |
| 5   | 8    | Karol Zalewski      | Polen     | 0.151                   | 20.54 |            |
| 6   | 6    | Bruno de Barros     | Brasilien | 0.154                   | 20.59 |            |
| 7   | 5    | Ihor Bodrov         | Ukraina   | 0.180                   | 20.86 |            |
| 8   | 1    | Carvin Nkanata      | Kenya     | 0.213                   | 21.43 |            |
|     |      |                     |           | Vindhastighet: +0.4 m/s |       |            |

Heat 9
| Pl. | Bana | Idrottare             | Nation              | RT                      | Tid   | Noteringar |
| --- | ---- | --------------------- | ------------------- | ----------------------- | ----- | ---------- |
| 1   | 5    | Usain Bolt            | Jamaica             | 0.177                   | 20.28 | Q          |
| 2   | 8    | Ejowvokoghene Oduduru | Nigeria             | 0.141                   | 20.34 | Q, 0PB0    |
| 3   | 3    | Solomon Bockarie      | Nederländerna       | 0.136                   | 20.42 | 0SB0       |
| 4   | 7    | Kyle Greaux           | Trinidad och Tobago | 0.147                   | 20.61 | 0SB0       |
| 5   | 4    | Jonathan Borlée       | Belgien             | 0.162                   | 20.64 |            |
| 6   | 2    | Kei Takase            | Japan               | 0.153                   | 20.71 |            |
| 7   | 1    | Ahmed Ali             | Sudan               | 0.153                   | 20.78 |            |
| 7   | 6    | Jaysuma Saidy Ndure   | Norge               | 0.150                   | 20.78 |            |
|     |      |                       |                     | Vindhastighet: +0.6 m/s |       |            |

Heat 10
| Pl. | Bana | Idrottare                | Nation                  | RT                      | Tid   | Noteringar |
| --- | ---- | ------------------------ | ----------------------- | ----------------------- | ----- | ---------- |
| 1   | 5    | Andre De Grasse          | Kanada                  | 0.137                   | 20.09 | Q, 0SB0    |
| 2   | 1    | Nethaneel Mitchell-Blake | Storbritannien          | 0.146                   | 20.24 | Q          |
| 3   | 7    | Rondel Sorrillo          | Trinidad och Tobago     | 0.124                   | 20.27 | q, 0SB0    |
| 4   | 8    | Hua Wilfried Koffi       | Elfenbenskusten         | 0.159                   | 20.48 | 0SB0       |
| 5   | 6    | Antoine Adams            | Saint Kitts och Nevis   | 0.141                   | 20.49 |            |
| 6   | 3    | Stanly del Carmen        | Dominikanska republiken | 0.133                   | 20.55 |            |
| 7   | 2    | Aldemir da Silva Júnior  | Brasilien               | 0.144                   | 20.80 |            |
| 8   | 4    | Brandon Jones            | Belize                  | 0.160                   | 21.49 | 0SB0       |
|     |      |                          |                         | Vindhastighet: +1.0 m/s |       |            |

### Semifinaler
Kvalregler: De två första i varje heat kvalificeras automatiskt och de två bästa tiderna därefter kvalificeras också för finalen.
Semifinal 1
| Pl. | Bana | Idrottare           | Nation              | RT                      | Tid   | Noteringar |
| --- | ---- | ------------------- | ------------------- | ----------------------- | ----- | ---------- |
| 1   | 6    | LaShawn Merritt     | USA                 | 0.166                   | 19.94 | Q          |
| 2   | 8    | Christophe Lemaitre | Frankrike           | 0.125                   | 20.01 | Q, 0SB0    |
| 3   | 7    | Daniel Talbot       | Storbritannien      | 0.153                   | 20.25 | 0PB0       |
| 4   | 4    | Nickel Ashmeade     | Jamaica             | 0.134                   | 20.31 |            |
| 5   | 1    | Rondel Sorrillo     | Trinidad och Tobago | 0.132                   | 20.33 |            |
| 6   | 3    | Nery Brenes         | Costa Rica          | 0.165                   | 20.33 |            |
| 7   | 2    | Aaron Brown         | Kanada              | 0.173                   | 20.37 |            |
| 8   | 5    | José Carlos Herrera | Mexiko              | 0.150                   | 20.48 |            |
|     |      |                     |                     | Vindhastighet: −0.4 m/s |       |            |

Semifinal 2
| Pl. | Bana | Idrottare             | Nation         | RT                      | Tid   | Noteringar |
| --- | ---- | --------------------- | -------------- | ----------------------- | ----- | ---------- |
| 1   | 4    | Usain Bolt            | Jamaica        | 0.156                   | 19.78 | Q, 0SB0    |
| 2   | 5    | Andre De Grasse       | Kanada         | 0.130                   | 19.80 | Q, 0NR0    |
| 3   | 6    | Adam Gemili           | Storbritannien | 0.142                   | 20.08 | q          |
| 4   | 8    | Ramil Gulijev         | Turkiet        | 0.157                   | 20.09 | q, 0SB0    |
| 5   | 2    | Ameer Webb            | USA            | 0.192                   | 20.43 |            |
| 5   | 3    | Salem Eid Yaqoob      | Bahrain        | 0.143                   | 20.43 |            |
| 7   | 7    | Ejowvokoghene Oduduru | Nigeria        | 0.147                   | 20.59 |            |
| 8   | 1    | Roberto Skyers        | Kuba           | 0.156                   | 20.60 |            |
|     |      |                       |                | Vindhastighet: −0.3 m/s |       |            |

Semifinal 3
| Pl. | Bana | Idrottare                   | Nation         | RT                      | Tid   | Noteringar |
| --- | ---- | --------------------------- | -------------- | ----------------------- | ----- | ---------- |
| 1   | 5    | Alonso Edward               | Panama         | 0.140                   | 20.07 | Q          |
| 2   | 8    | Churandy Martina            | Nederländerna  | 0.147                   | 20.10 | Q, 0SB0    |
| 3   | 2    | Justin Gatlin               | USA            | 0.137                   | 20.13 |            |
| 4   | 4    | Bruno Hortelano             | Spanien        | 0.142                   | 20.16 |            |
| 5   | 7    | Nethaneel Mitchell-Blake    | Storbritannien | 0.196                   | 20.25 |            |
| 6   | 6    | Yohan Blake                 | Jamaica        | 0.151                   | 20.37 |            |
| 7   | 1    | Lykourgos-Stefanos Tsakonas | Grekland       | 0.159                   | 20.63 |            |
| 8   | 3    | Matteo Galvan               | Italien        | 0.149                   | 20.88 |            |
|     |      |                             |                | Vindhastighet: −0.2 m/s |       |            |

### Final
| Pl. | Bana | Idrottare           | Nation         | RT                      | Tid   | Noteringar |
| --- | ---- | ------------------- | -------------- | ----------------------- | ----- | ---------- |
| 1   | 6    | Usain Bolt          | Jamaica        | 0.156                   | 19.78 | 0SB0       |
| 2   | 4    | Andre De Grasse     | Kanada         | 0.141                   | 20.02 |            |
| 3   | 7    | Christophe Lemaitre | Frankrike      | 0.153                   | 20.12 | .116       |
| 4   | 2    | Adam Gemili         | Storbritannien | 0.178                   | 20.12 | .119       |
| 5   | 8    | Churandy Martina    | Nederländerna  | 0.148                   | 20.13 | .122       |
| 6   | 5    | LaShawn Merritt     | USA            | 0.189                   | 20.19 |            |
| 7   | 3    | Alonso Edward       | Panama         | 0.162                   | 20.23 |            |
| 8   | 1    | Ramil Gulijev       | Turkiet        | 0.141                   | 20.43 |            |
|     |      |                     |                | Vindhastighet: -0,5 m/s |       |            |